# Praça Rui Barbosa (Araçatuba)
A Praça Rui Barbosa antigamente conhecida como Praça Cristiano Olsen e Praça do Boi Gordo é uma praça histórica localizada na cidade de Araçatuba. É nacionalmente conhecida por dar a alcunha de Cidade do Boi Gordo àquela cidade. Isso deve-se às negociações que ocorreram por mais de 30 anos, envolvendo a compra e venda de gado. Os pecuaristas se reuniam na praça e realizavam suas vendas de terra e também definiam o preço da arroba do boi em todo o Brasil. Apresenta grande circulação de pessoas pois é área central do município de Araçatuba e está próximo ao calçadão, local de densa quantidade de lojas de serviços.
Sua altitude é de 402,912 metros.

## História

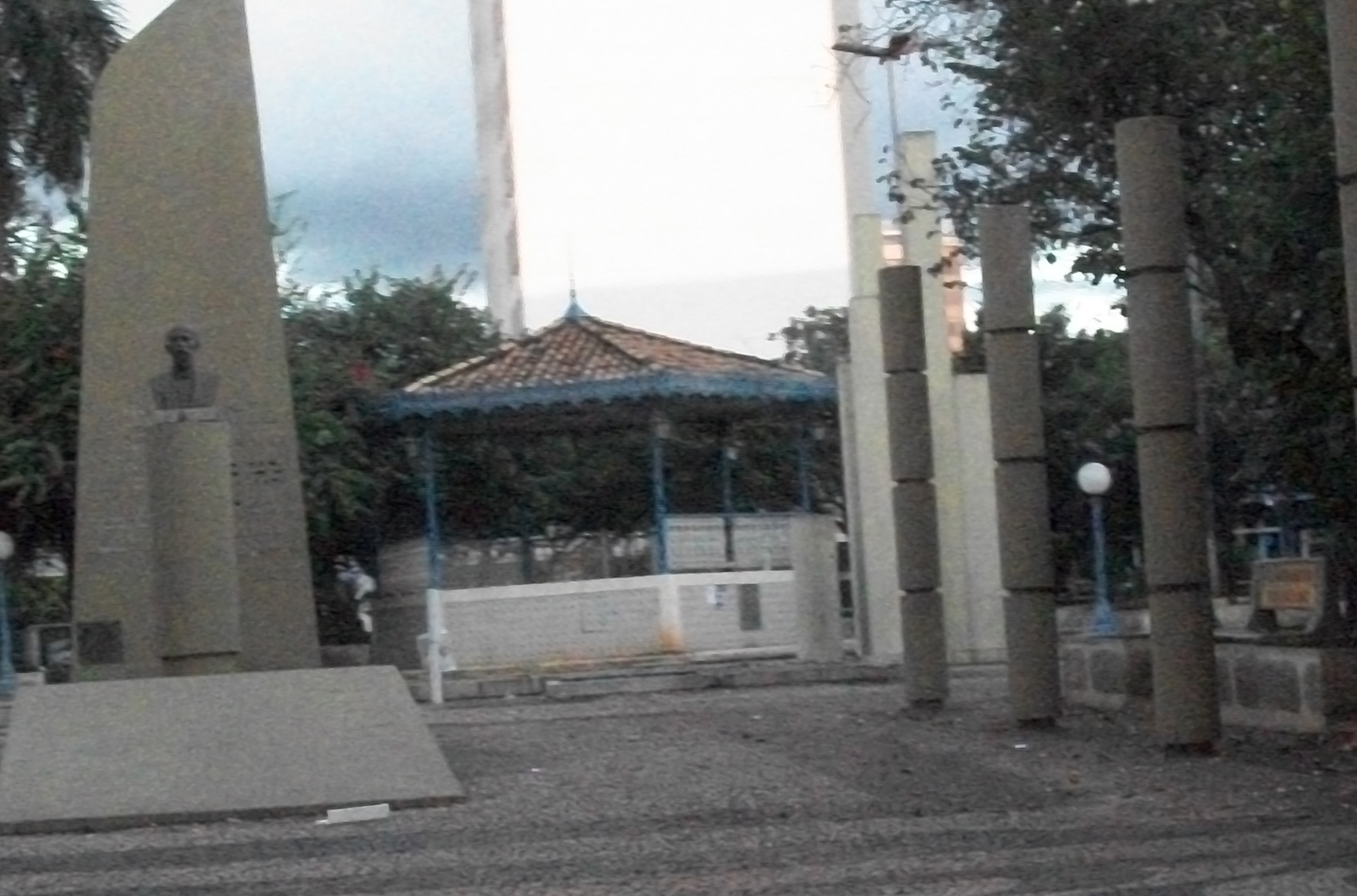
Praça Rui Barbosa, antes da reforma de 2014

O desenho arquitetônico da Praça Rui Barbosa foi influenciado pela Praça Charles de Gaulle (algumas fontes referem a Praça da Concórdia) localizada na cidade de Paris na França e sua origem,controversa, confunde-se com o surgimento da cidade de Araçatuba. Antigamente seu nome era Largo Cristiano Olsen para homenagear o agrimensor Cristiano Olsen que fora assassinado por índios caingangues no ano de 1910. Os arquivos históricos não permitem estabelecer quando a Praça ficou como hoje está, todavia em 1912, foi criado o traçado urbanístico do vilarejo e a área ocupada pela Praça foi roçada por ordem da Prefeitura de Penápolis. Depois, um incêndio destruiu o traçado original e tudo teve de ser refeito no ano de 1914. Até 1917 no local da Praça Rui Barbosa estava o América Futebol Clube. No ano de 1924 já estava remodelada e teve seu nome alterado pelo prefeito Hermílio de Magalhães Pinto (que mais tarde fora assassinado na Praça), passando a chamar-se Praça Rui Barbosa em homenagem a Rui Barbosa que morreu naquele ano. O documento de alteração do nome da Praça encontra-se no Museu Histórico e Pedagógico Marechal Cândido Rondon.
A fonte do local era considerada um cartão-postal de Araçatuba e em 2010, após passar um período desligada voltou a funcionar. Esta ja foi demolida e construida algumas vezes. Com relação a vegetação, até 2012, era 60% é rasteira, 30% é arbórea e 20% arbustiva. Seu calçamento era de 50% de pedra portuguesa e 50% de gramado.
Até o ano 2000, ao redor da praça, ficavam vendedores ambulantes. Posteriormente eles foram transferidos para um "camelódromo".
Reforma
Em 8 de junho de 2012 foi iniciada uma reforma na praça com eliminação de seus elementos verticais.O calçamento foi trocado, elementos de acessibilidade foram incluídos, além da jardinagem e iluminação. A fonte voltou a funcionar.
A equipe de reportagem do programa CQC, fez um quadro para o Proteste Já no dias 4  de julho de 2013, diante da demora na reforma da praça.
Em 29 de outubro de 2013, o prefeito Cido Serio assinou ordem de serviço para a vitalização da praça obra orçada em  R$ 1.348.600,00.
Em 29 de junho de 2014, após 16 meses de espera, a praça foi re-inaugurada. A fonte do local foi ativada e o coreto funciona como uma base de polícia. Foram removidos diversos elementos verticais e seu piso foi trocado por um revestimento tipo paver.

## Elementos da praça

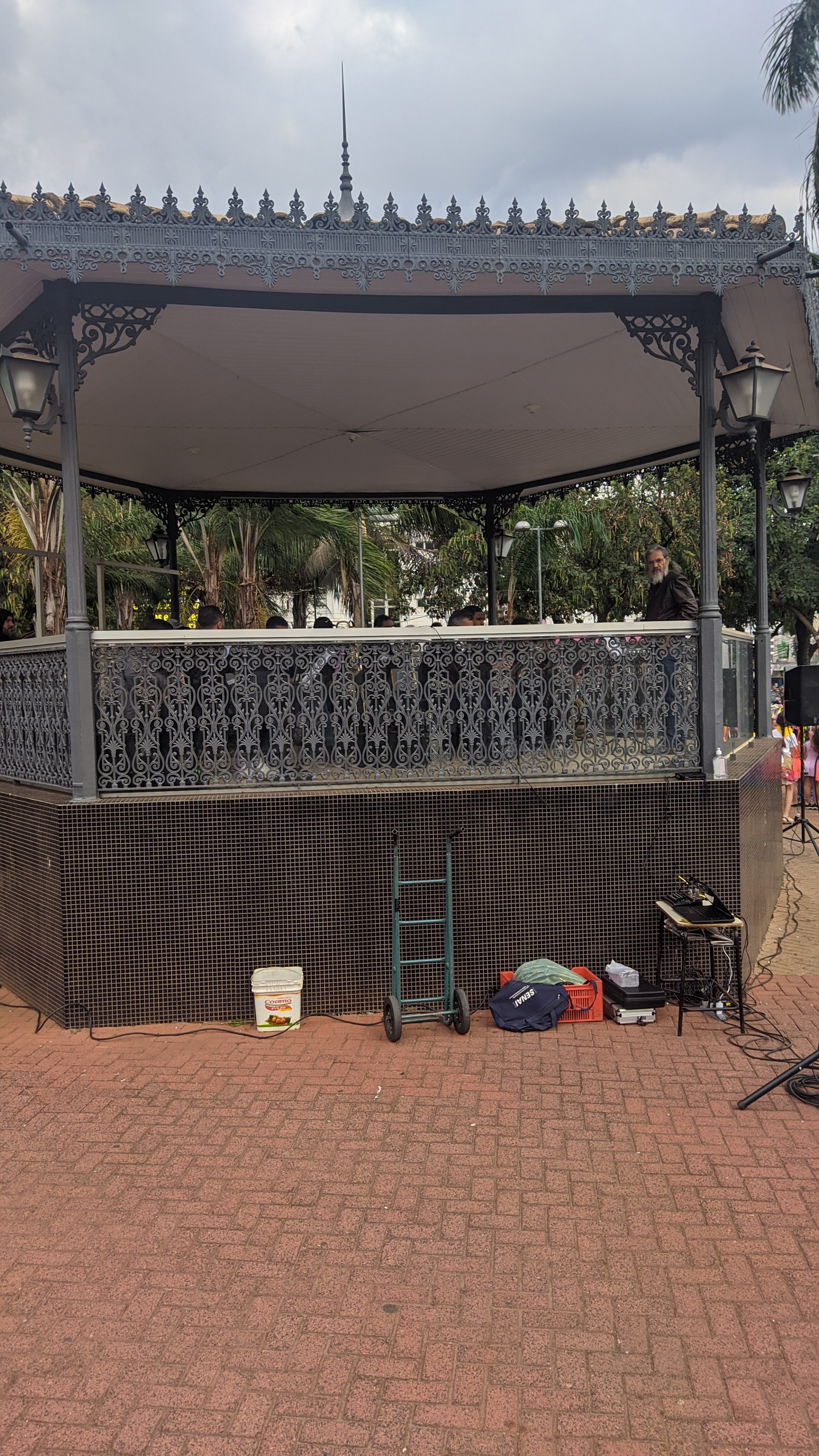
Coreto - Antigamente bandas de música tocavam ali. Durante a reforma (2016) o coreto transformou-se numa base de polícia que foi removida depois. Serve atualmente como palco para algumas apresentações.
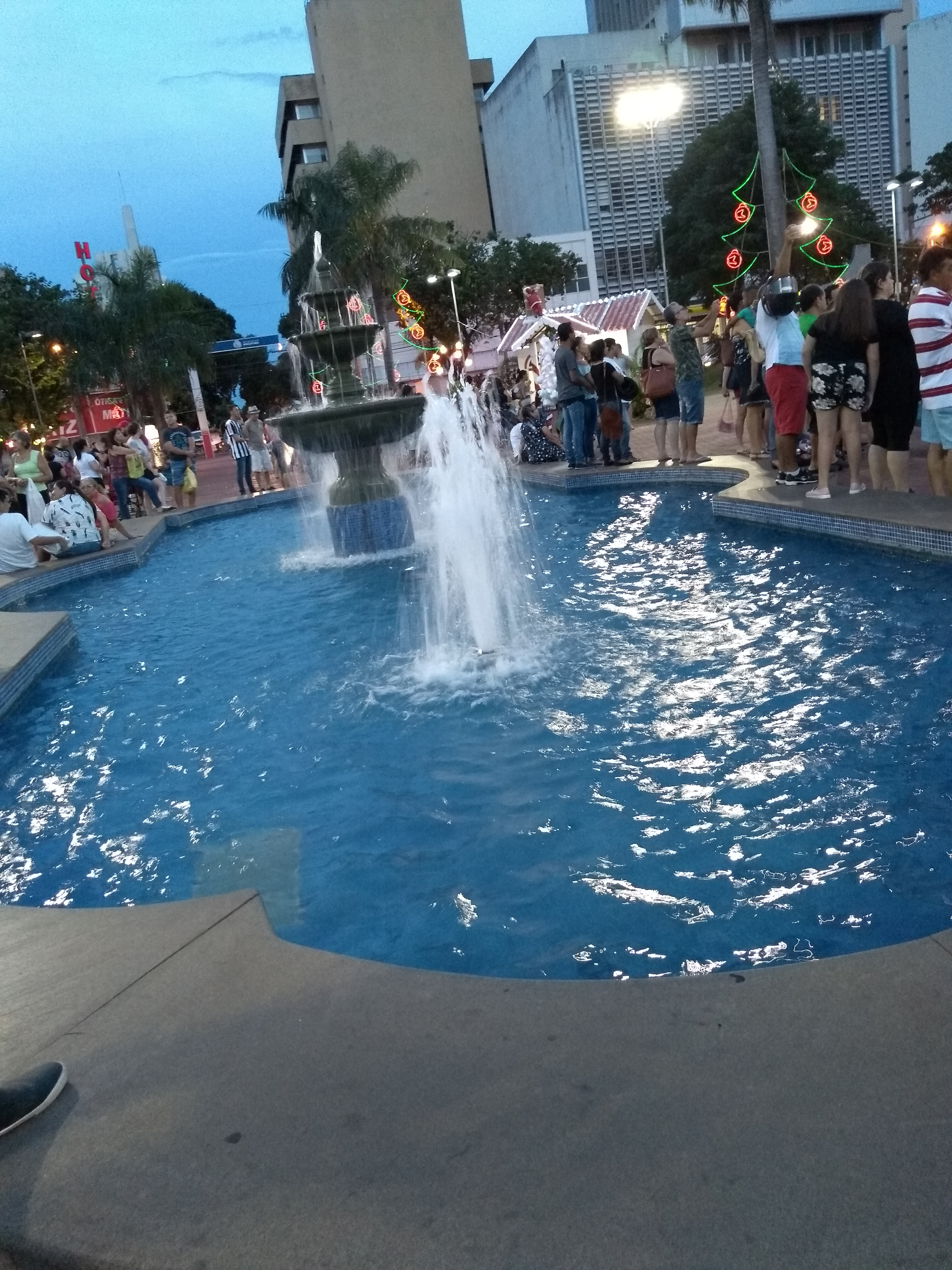
Fonte - A fonte outrora foi luminosa, sendo a mecânica da iluminação realizada por Ivo Biagi. A luminosidade foi removida durante a gestão de Domingos Andorfato. Após a reforma ocorrida em 2016, na gestão Cido Sério a fonte foi re-estabelecida passando a jorrar água. É considerada um dos cartões-postais de Araçatuba.
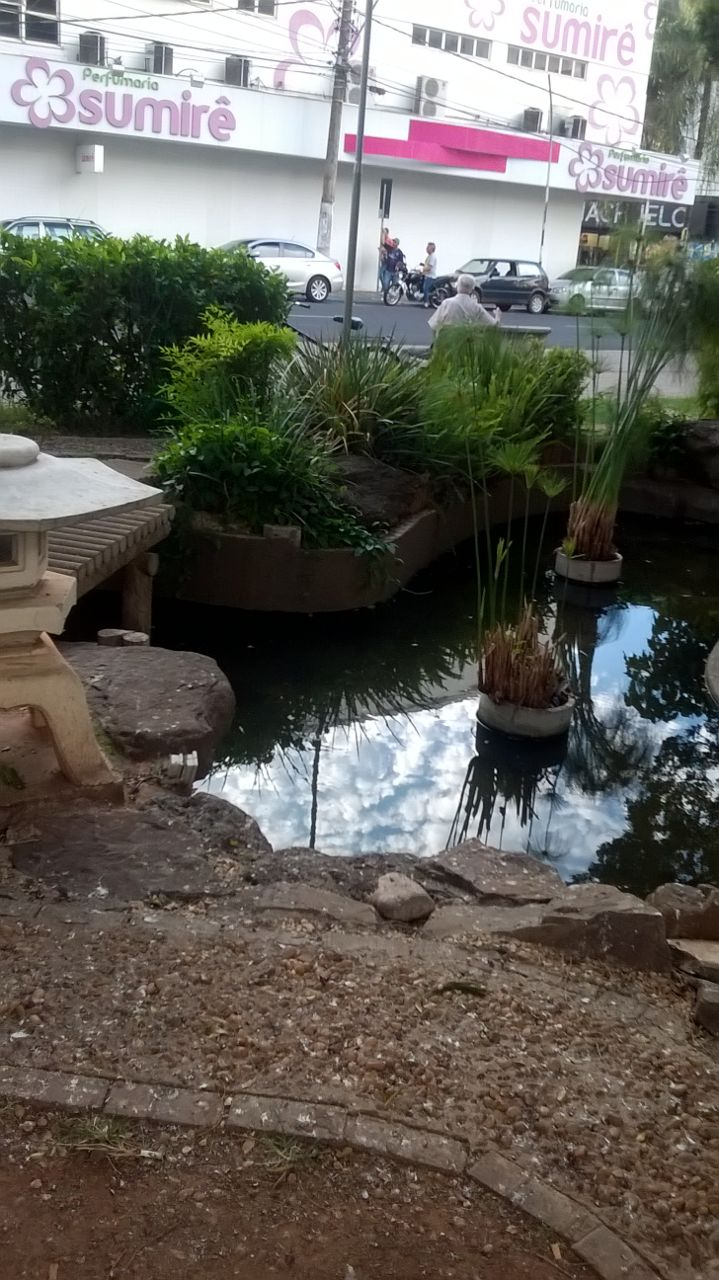
Jardim japonês - Foi construído na década de 70.
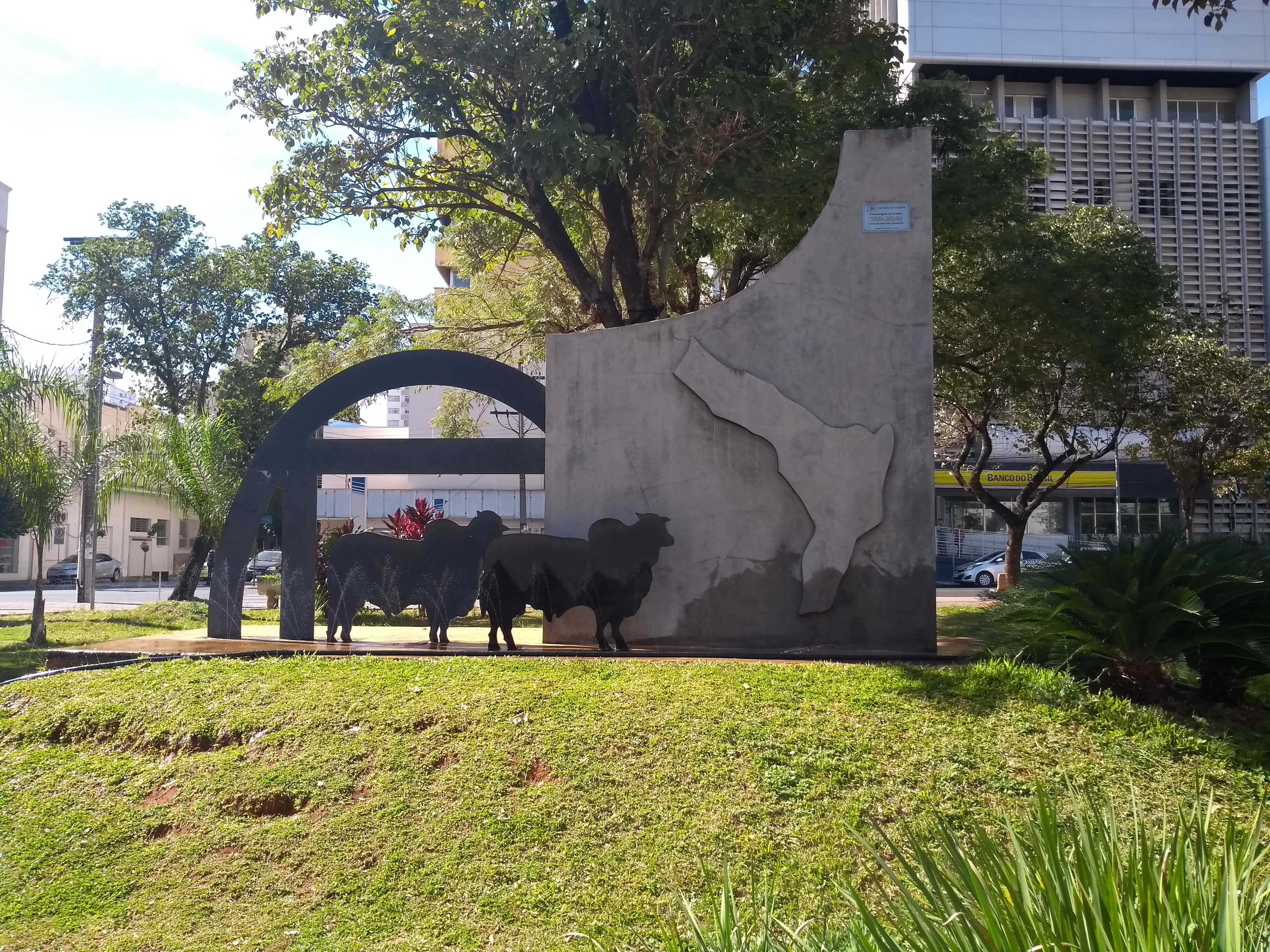
Monumento ao boi - É uma escultura assinada por Cacilda Dias e Margareth Martins. Foi inaugurada em 2008 durante a curta gestão da prefeita Marilene Magri Marques e faz uma homenagem ao centenário de Araçatuba e aos pecuaristas.

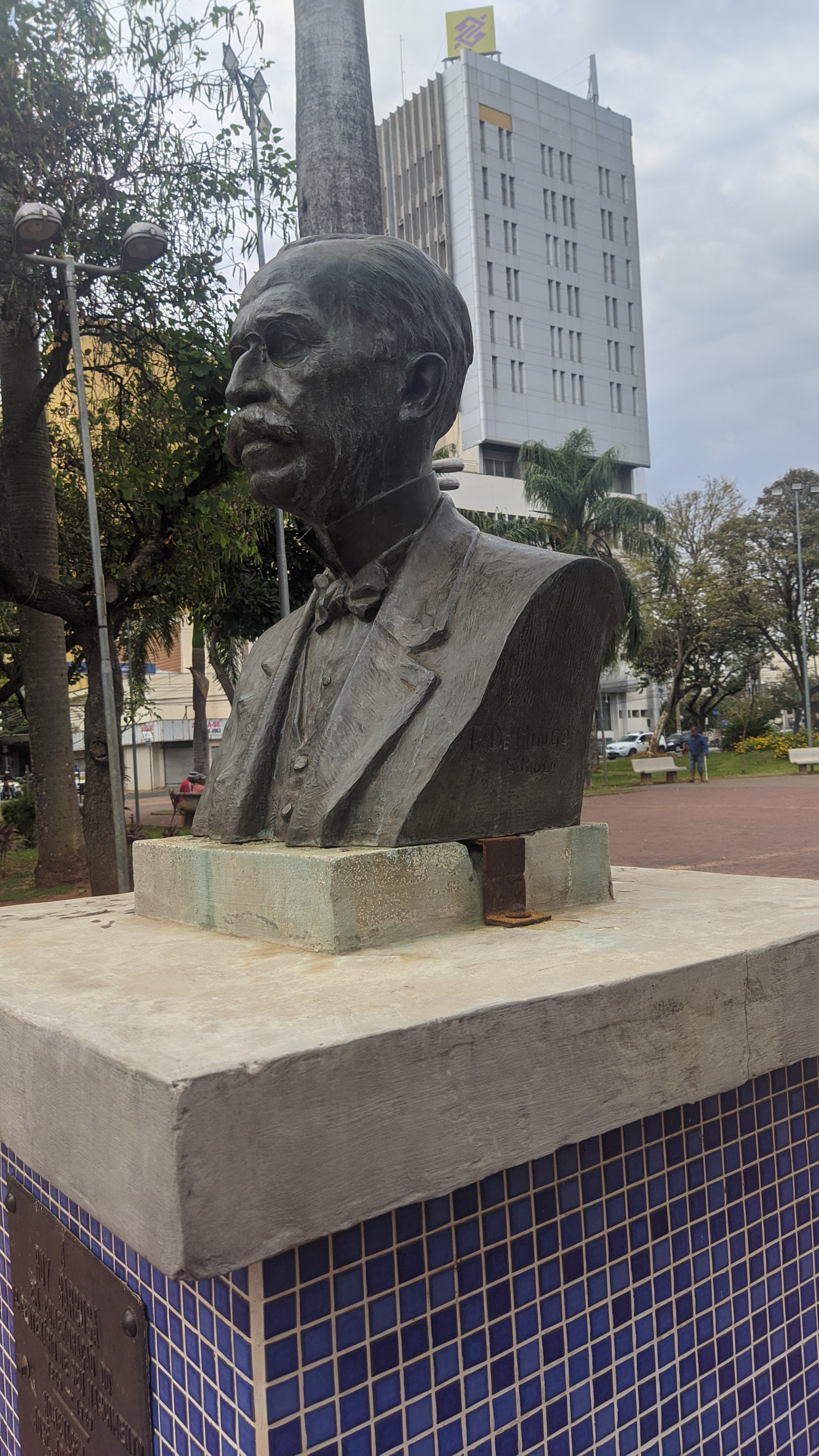
Busto de Rui Barbosa, obra de Roque de Mingo (1949)
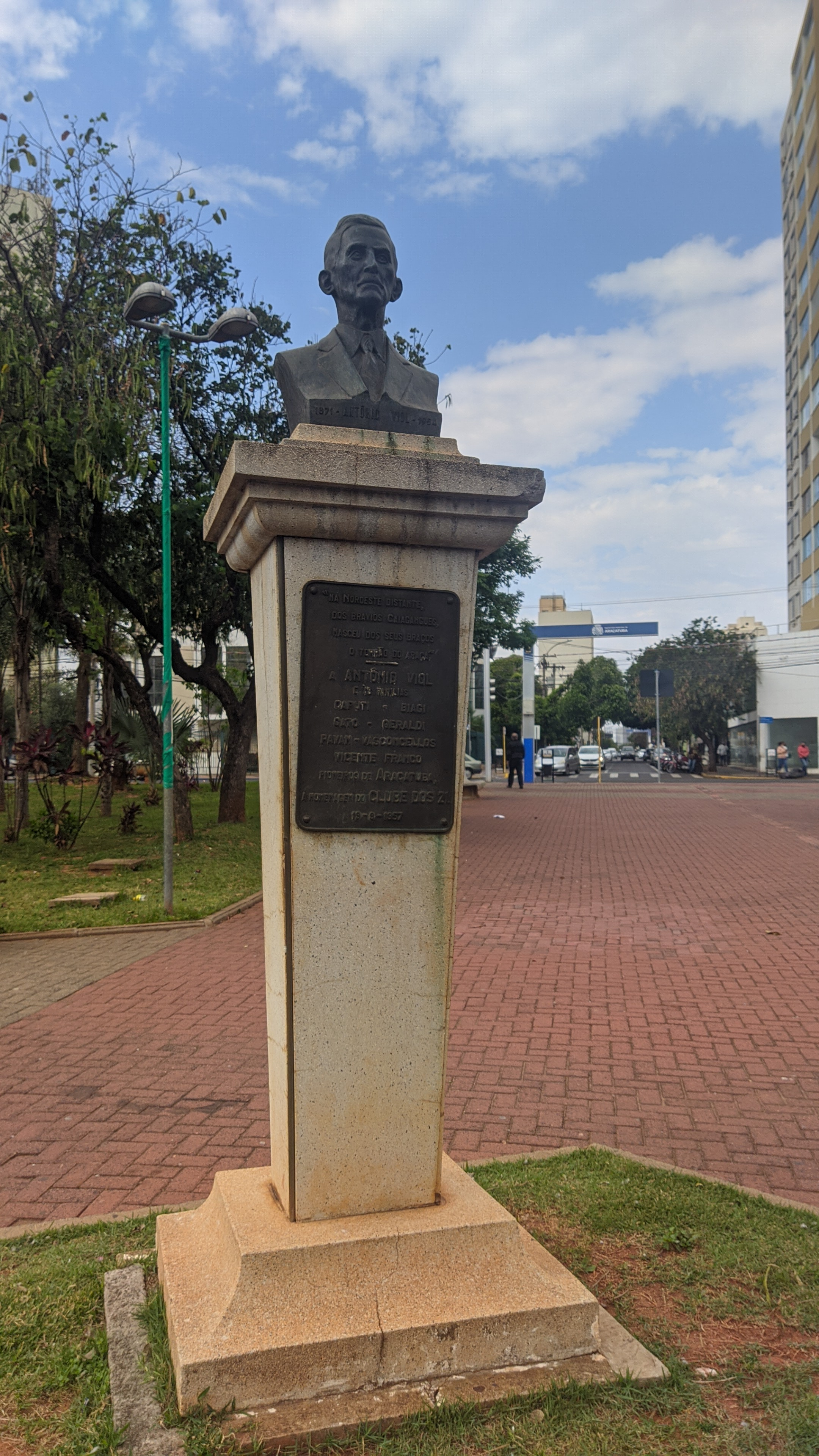
Busto de Antônio Viol (1957)
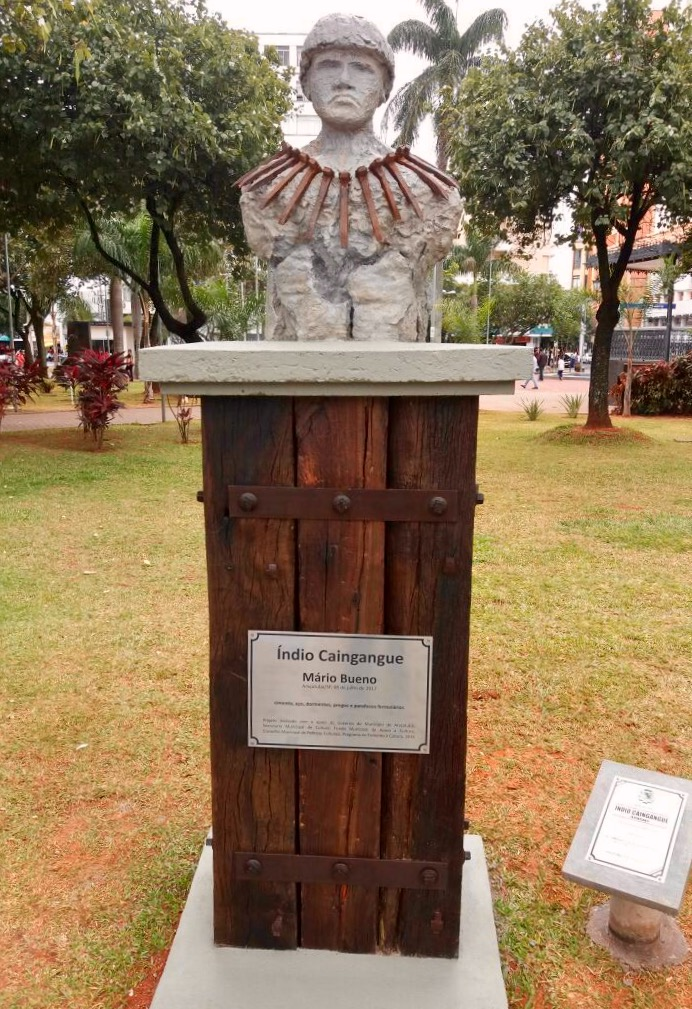
Escultura em homenagem ao caingangue - Inaugurada em 8 de julho de 2017, durante a gestão de Dilador Borges faz homenagem aos índios caingangues que habitavam esta região antes da estrada de ferro surgir. Representa também a convergência das culturas com elementos da ferrovia presentes na obra. Foi realizada pelo artista plástico Mário Silveira Bueno.
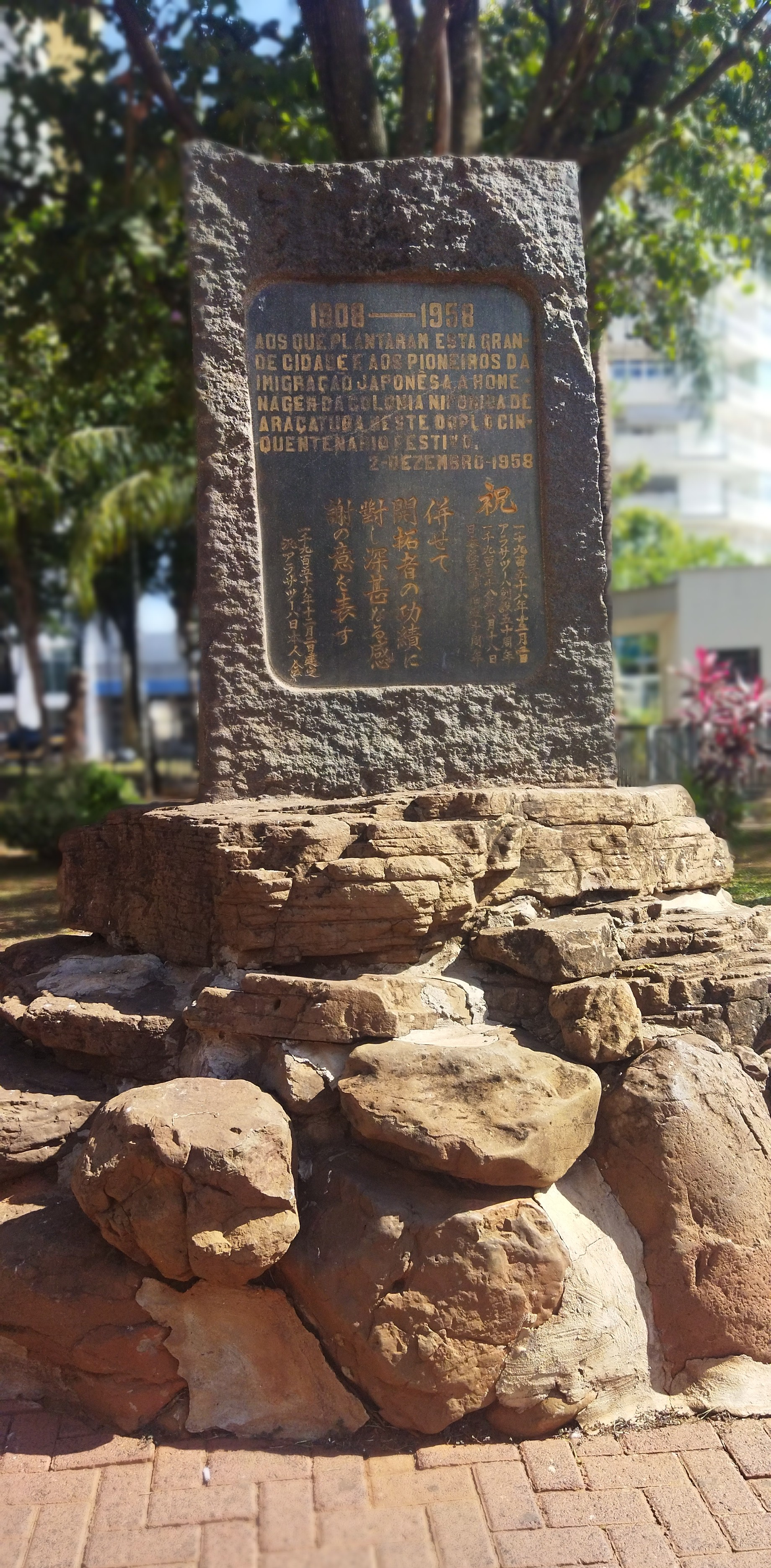
Obelisco do cinquentenário e comemoração da imigração japonesa